# Craik n.º 222
Craik n.º 222 es un municipio rural canadiense situado en la provincia de Saskatchewan.

## Superficie
Craik n.º 222 tiene una superficie de 868,48 km².

## Demografía
En 2021, tenía 272 habitantes, una densidad poblacional de 0,3 hab./km², y 169 viviendas.